# Ambivalence Avenue
Albums de Bibio
Vignetting the Compost
(2009) The Apple and the Tooth
(2009)
Ambivalence Avenue est le quatrième album de Bibio, sorti en juin 2009.

## Liste des titres
| No  | Titre                        | Durée |
| --- | ---------------------------- | ----- |
| 1.  | Ambivalence Avenue           | 3:42  |
| 2.  | Jealous of Roses             | 2:35  |
| 3.  | All the Flowers              | 1:05  |
| 4.  | Fire Ant                     | 4:58  |
| 5.  | Haikuesque (When She Laughs) | 3:32  |
| 6.  | Sugarette                    | 3:54  |
| 7.  | Lovers' Carvings             | 3:58  |
| 8.  | Abrasion                     | 2:46  |
| 9.  | S'vive                       | 4:05  |
| 10. | The Palm of Your Wave        | 2:25  |
| 11. | Cry! Baby!                   | 3:57  |
| 12. | Dwrcan                       | 5:55  |